# Петросян, Артур Грайрович
Арту́р Гра́йрович Петрося́н (арм. Արթուր Հրայրի Պետրոսյան; 17 декабря 1971, Ленинакан, Армянская ССР, СССР) — советский и армянский футболист, полузащитник. Один из лучших бомбардиров сборной Армении (11 голов).

## Клубная карьера
В начале 2001 года перешёл в швейцарский «Янг Бойз», где сразу закрепился в основном составе.

## Достижения

### Командные достижения
«Ширак»
- Чемпион Армении (3): 1992, 1994, 1995
- Финалист Кубка Армении (2): 1993, 1994
- Обладатель Суперкубка Армении (2): 1996, 1999

«Цюрих»
- Чемпион Швейцарии (1): 2006
- Обладатель Кубка Швейцарии (1): 2005

### Личные достижения
- Лучший бомбардир Чемпионата Армении: 1997
- Футболист года в Армении (2): 1996, 2000